# Chen Qiushi
Chen Qiushi (chino: 陈 秋实, pinyin: Chén Qiūshí, pronunciación en mandarín: [ʈʂʰə̌n tɕʰjóu.ʂɻ̩̌]; Daxing'anling, 19 de septiembre de 1985) es un abogado, activista y periodista chino. Se hizo conocido por brindar cobertura de primera mano sobre las protestas en Hong Kong y el brote de coronavirus 2019-2020.

## Carrera
Chen Qiushi nació en septiembre de 1985 en la prefectura de Daxing'anling (Heilongjiang, China) y estudió derecho en la Universidad de Heilongjiang. Después de graduarse, se unió a un bufete de abogados en Pekín.

### Protestas en Hong Kong
Publicó videos en línea informando sobre las protestas en Hong Kong contra el proyecto de ley de extradición de 2019, criticando al gobierno por caracterizar a los manifestantes de violentos. Días después del lanzamiento de los videos, fue detenido por las autoridades de Pekín, quienes eliminaron su cuenta y videos de Sina Weibo, donde tenía 740 000 seguidores.

### Coronavirus de Wuhan
Después de ser bloqueado de las redes sociales chinas por sus informes sobre las protestas de Hong Kong 2019-2020, recurrió a Youtube y Twitter para continuar con sus informes. Después de enterarse del brote de coronavirus 2019-20, viajó a Hankou (Wuhan) el 23 o el 24 de enero de 2020, donde entrevistó a los lugareños y visitó varios hospitales, entre ellos el Hospital Huoshenshan, que todavía estaba en construcción. Chen contó que los médicos estaban sobrecargados de trabajo y los suministros médicos eran insuficientes, pero los precios de los bienes eran estables. El 30 de enero, publicó un video donde se muestra el hacinamiento que había en los hospitales, con muchas personas tendidas en los pasillos. Para concluir el video, dijo:

«Estoy asustado. Tengo al virus delante mío y, detrás, al poder legal y administrativo de China [...] Ni siquiera le temo a la muerte. ¿Crees que te tengo miedo, Partido Comunista?»

A principios de febrero, mientras informaba sobre el brote de coronavirus, tenía 430.000 suscriptores de YouTube y 246.000 seguidores de Twitter. Los partidarios de Chen acusaron al gobierno chino de censurar el brote de coronavirus. Según The Guardian, muchos comentarios a favor de Chen sobre Sina Weibo fueron censurados. Un partidario citó a Stephen Chow, afirmando: "Mátenme y saldrán otras diez mil versiones de mí".

## Desaparición
Chen desapareció el 6 de febrero de 2020. Sus amigos no pudieron contactarlo desde las 7 p. m. UTC + 8 del 6 de febrero. El 7 de febrero, familiares y amigos recibieron noticias de las autoridades de que Chen habría sido detenido en un lugar y hora no declarados y retenido en un lugar desconocido. Las autoridades alegaron que el motivo de la detención fue la "cuarentena".
Patrick Poon, de Amnistía Internacional, declaró alrededor del 14 de febrero que aún se desconocía si Chen y otro periodista ciudadano, Fang Bin (desaparecido el 9 de febrero tras informar de la situación), habían sido arrestados o sometidos a "cuarentena forzada". Poon pidió a China que informe a sus familias y proporcione acceso a un abogado, declarando: "De lo contrario, es una preocupación legítima que corran el riesgo de sufrir tortura u otros malos tratos". Un representante de Human Rights Watch declaró que el gobierno chino "tiene un historial de hostigamiento y detención de ciudadanos por decir la verdad o por criticar a las autoridades durante emergencias públicas, por ejemplo, durante Sars en 2003, el terremoto de Wenchuan en 2008, en 2015".